# エミール・アブデルハルデン

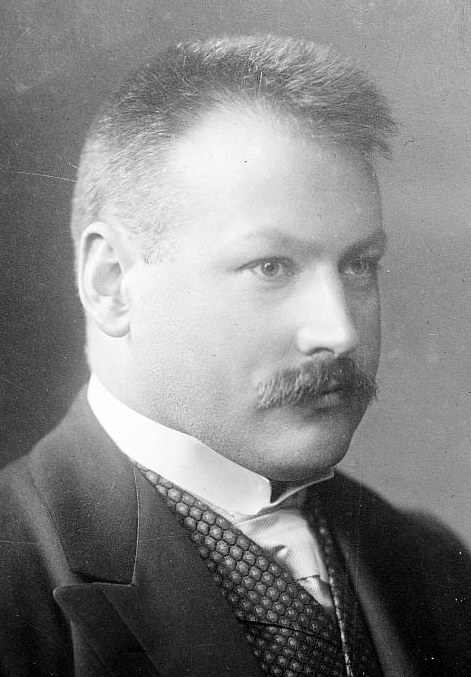
Emil Abderhalden

エミール・アブデルハルデン (Emil Abderhalden、1877年3月9日 - 1950年8月5日) は、スイスの生化学者、生理学者。ドイツの科学的生化学の創始者と言われ、ドイツ自然科学アカデミー・レオポルディーナの会長を務めた。彼の主な研究成果は1920年代には既に議論となっていたが、結局1990年代後半まで否定されなかった。彼の誤解を招く研究成果が捏造に基づいているのか、あるいは単純に科学的緻密性の欠如によるものなのかは、未だ明らかになっていない。

## 生い立ち
アブデルハルデンは1877年3月9日、スイスのザンクト・ガレン州、オーバーウツヴィル (Oberuzwil) (英語版) で生まれた。
バーゼル大学で医学を学び、1902年に博士号を取得した。その後、エミール・フィッシャー (Hermann Emil Fischer、1852年-1919年) の研究室に入り、フンボルト大学ベルリンに勤務した。1911年、マルティン・ルター大学ハレ・ヴィッテンベルクに移り、医学学校で生理学を教えた:2。1931年から1950年までドイツ自然科学アカデミー・レオポルディーナの会長を務めた。1936年にはローマ教皇庁科学アカデミー会員となっている。
第一次世界大戦の間、子供用の病院を設立しスイスの栄養失調児の根絶に努めた。その後生理化学 (physiological chemistry) の研究を再開し、代謝学と食品化学の研究を始めた。
第二次世界大戦後、スイスに戻りチューリッヒ大学で職を得た。その後73歳で亡くなった。小惑星「15262 Abderhalden」(英語版) は彼の名にちなんで命名された。1914年コテニウス・メダル受賞。

## 科学における業績と論争

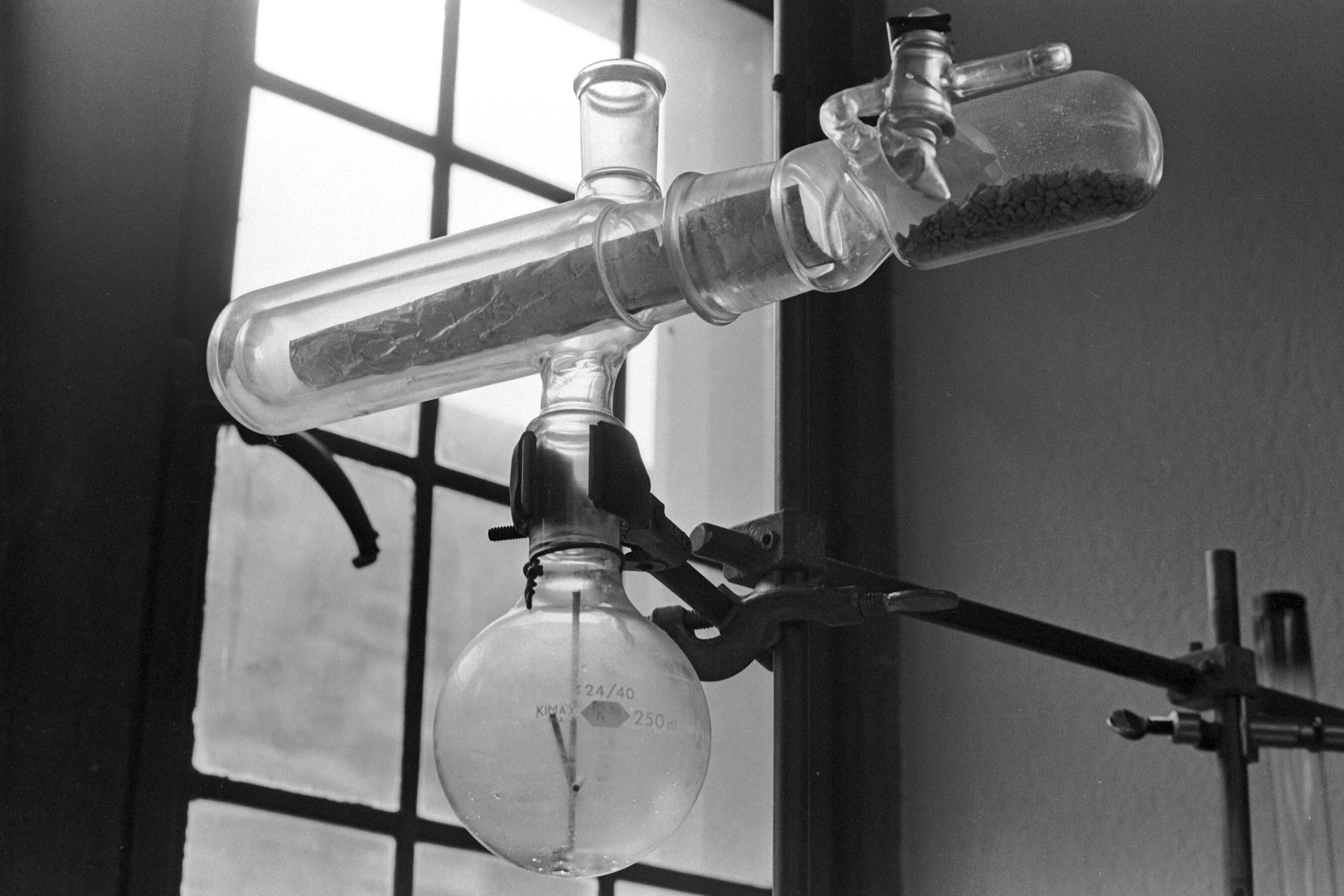
アブデルハルデンの
乾燥ピストル
(Abderhalden's drying pistol) (英語版)

アブデルハルデンは血液による妊娠検査 (アブデルハルデン反応、Abderhalden reaction) (英語版) 、尿中のシスチン検査、劣性遺伝の状態であるアブデルハルデン・カウフマン・リグナック症候群 (Abderhalden–Kaufmann–Lignac syndrome) (英語版) 等で知られている。彼はタンパク質、ポリペプチド、酵素の分析で広範囲にわたる業績を残している。彼のアブウェーア発酵 (Abwehrfermente) (防御的酵素) の理論は、「免疫学的挑戦」がプロテアーゼの組成を促すことを述べている。これは多くのヨーロッパの協力者によって「証明」されたようではあるが、海外では理論の検証は失敗した。
妊娠検査は発表後数年で信頼できないことが決定的となった。1912年後半、アブデルハルデンの「防御的発酵反応試験」(defensive ferments reaction test) は、シュトゥットガルトの精神科医アウグスト・ファウザー (August Fauser、1856年-1938年) によって、他の精神障害による早発性認知症 (Dementia Praecox)  や精神障害を起因としない早発性認知症の鑑別診断に応用された。ファウザーの「奇跡的な」成功は、すぐにドイツや特にアメリカ合衆国の研究者によって再現された。しかしながら世界規模での広報にもかかわらず、この「精神障害者への血液検査」は数年で「アブデルハルデン・ファウザー反応」が信用できないものであるとの認識を引き起こし、ほんの僅かのアメリカの精神医学研究者がそれを信じ続けるだけという事態となった。
1920年にはこの試験はアメリカではすっかり忘れられていたが、アブデルハルデンはドイツでは評価され続けた。何故ならドイツの共同研究者たちは、単純に成功するまで試験を繰り返したり、あるいは否定的な結果を除外したりすることで、彼の試験結果の「再現」をマネジメントしたからである。彼はドイツの科学的生化学の創始者と見られたため、彼の仕事に疑問を呈することはその人のキャリアに傷をつける可能性があった。例えば、レオノール・ミカエリス (Leonor Michaelis、1875年-1949年)  は1910年代半ばには気づいていたが、1922年日本の名古屋大学に移ったため、海外の科学の世界での成功のために国を離れ新しいキャリアに着手したと考えられ、彼の評価は失墜した。オットー・ウェストファール (Otto Westphal) は後年、アブデルハルデンの「アブウェーア発酵試験」を「最初から最後まで捏造」と呼んだ。

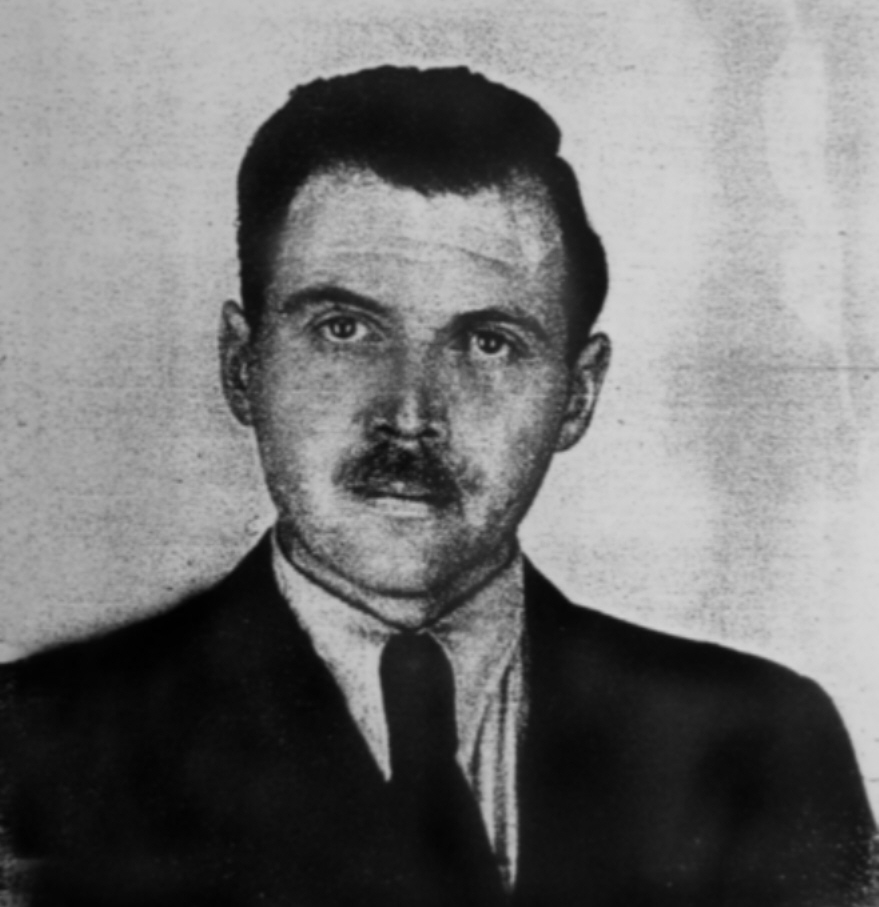
ヨーゼフ・メンゲレ
1956年撮影

アブデルハルデンの研究はイデオロギー的に極めて偏っていた。彼の理論は、オトマー・フォン・フェアシューアー (Otmar Freiherr von Verschuer、1896年-1969年)  とヨーゼフ・メンゲレ (Josef Mengele、1911年-1979年)  による「アーリア人」と「非アーリア人」を分ける血液検査を開発するための人体実験に使われた。アブデルハルデン自身はこの研究には参加しなかったが、状況は、彼が会長を務めていたドイツ自然科学アカデミー・レオポルディーナがナチス・ドイツへのごますりで、ユダヤ人会員を粛清したり入れ替えたりして、イデオロギー的な合理化に尽力したことを示唆している。
メンゲレは公式には、カイザー・ヴィルヘルム研究所 (KWI-A Berlin) (英語版)  の別の研究プロジェクトでアウシュヴィッツ収容所の医師として勤務していた。アブデルハルデンは彼の名がつけられた「アブデルハルデン反応」を一卵性双生児でチェックするために双子の血液を必要とし、1940年フェアシューアーを訪ねた。彼はそこで、免疫系の特定の反応はそれぞれ特定のプロテアーゼ  の産生により刺激を受けることを主張した。「血液中でこのような酵素 (彼はそれを「防御的酵素」と呼んだ。) を検出できるのだから、血液検査で精神疾患あるいはガン等の疾患の検出が可能でなければならない。」彼はまた、組織と血液のタンパク質に民族的特徴が含まれていると信じていた。これらの提案はフェアシューアーにより取り上げられ、「特定のホワイト・タイプ・ボディ (specific white type bodies)」承継のための研究プロジェクトで開発が進められた。彼は明らかにその研究から、「人類の決意のための血液検査」が開発されることを望んでいた。そのプロジェクトに出資していたドイツ研究振興協会(German Research Foundation) でのカイザー・ヴィルヘルム研究所の中間報告で、フェアシューアーは、彼のアシスタント、メンゲレ医師がアウシュヴィッツ収容所の医師として役職についていることを説明した。「親衛隊全国指導者 (Reichsführer-SS)  の許可を得て、この強制収容所で様々な人種の人類学的研究を行い、その処理のために血液サンプルを私の研究室に送った。」また、生化学者ギュンテル・ヒルマン (Günther Hillmann、1919年-1975年) (独語版) もこのプロジェクトに参画しており、アドルフ・ブーテナント (Adolf Friedrich Johann Butenandt、1903年-1995年)  の下で、カイザー・ヴィルヘルム生化学研究所によるタンパク質研究の専門家としての地位を築いた。
アブデルハルデンの理論は1910年代半ばには早くも部分的に否定されていたにもかかわらず、彼はドイツ科学界の一部では「父親像」を演じ続け、1998年のドイツの科学史家ウーテ・ダイヒマン (Ute Deichmann、1951年- ) (独語版) と生物学者ベンノ・ミューラー＝ヒル (Benno Müller-Hill、1933年- ) (独語版) による痛烈な評論によって初めて、その否定の全体像が明らかとなった。しかしながら、「アブデルハルデンの時代」には遺伝学の科学は存在しなかった。ダイヒマンとミューラー＝ヒルによる理論とアブデルハルデンの理論の決定的な違いは、架空のアブウェーア発酵 (Abwehrfermente) (防御的酵素) はプロテアーゼであると推定されたのに対し、前者は抗体の効果であるという点である。その違いは生化学と免疫学において大きな意味を持っている。
アブデルハルデンは単純に大きく間違っていたのか、あるいは継続的に意図された不正行為なのかに関する包括的な分析は、ミカエル・カーシュ (Michael Kaasch) の2000年の著作で試みられているが、その答えは未だ明らかになっていない。